# Türme über der Stadt (Halle)
Türme über der Stadt (Halle) ist ein Gemälde von Lyonel Feininger. Es ist eine Auftragsarbeit der Stadt Halle aus den Jahren 1929–1931 und befindet sich im Museum Ludwig in Köln.

## Das Werk
Auf diesem Bild ist eine Stadtansicht mit der Marktkirche von Halle erkennbar. Allerdings scheint die Kirche seltsam gespiegelt, teilweise gedoppelt, in ihren geometrischen Formen wie transparent bzw. diaphan überlagert, ohne dass hervorstechende Details dargestellt werden.
Erkennbar sind verschiedene Quadrate, Rechtecke, Dreiecke und Freiformen. Diese ergeben aneinander gelagert räumliche Architektur, ohne wirkliche Perspektive im Sinne von Parallelperspektive oder Zentralperspektive zu zeigen. Die Ansicht Halles zeigt sich uns in unterschiedlichen Farbflächen. Die Richtung der Türme wird senkrecht nach oben geführt und dann durch eine Waagerechte verbunden. Damit wird Feininger einerseits dem gotischen Gedanken des „himmelwärts-gerichteten“ bei den Kirchtürmen gerecht, andererseits erzeugt er deutliche Ordnung im Bildaufbau.
Eine aufsteigende Raumachse von links unten im unteren Drittel des Bildes wird am rechten Rand durch kubische Häuserformen gebrochen, fängt jedoch die schräg nach unten verlaufende Kirchendarstellung auf und bildet ein wohlausgerichtetes Gleichgewicht in der Komposition.
Unterhalb der sichtbaren Bleistiftspuren des Bildes wurden die entsprechenden Farben sorgfältig, entweder mit einem Spachtel oder mit einem Pinsel so aufgetragen, dass verschiedene Farbfelder deutlich hervortreten. Die großen Farbfelder des Bildes scheinen mehrfach mit trockenem Farbauftrag übermalt, sodass die unterschiedlichen Farben noch erkennbar und doch durchscheinend wie unterschiedlich gefärbte Glasscheiben wirken. Ein Hinweis dazu liefert die Aussage von Georg Muche, ein befreundeter Künstler Feininger über das Atelier von Feininger: „Auf dem Fußboden, an der Wand gelehnt standen hintereinander aufrecht und quer viele Glasscheiben von verschiedener Größe.“ Siehe dazu auch: „Das Glasscherbenbild“ (Link zum Bild)
Verschiedene Farben mit unterschiedlicher Helligkeit und Transparenz, einige Schattenzonen im Himmel, am oberen Rand Himmelblau, ergeben eine farbliche Gestaltung von unten dunkel nach oben hell. Diese lässt einen räumlichen Eindruck entstehen. „Die Stufungen und Gradreihen von -körperlich- zu -unkörperlich- derselben Farbe, von greifbarer Undurchdringlichkeit bis zur leuchtender Durchsichtigkeit, Tiefe oder Ferne sind Mittel, mit denen Feininger Wirkung erreicht“.
Lyonel Feininger gelingt es vom unteren bis zum oberen Teil des Gemäldes „Körperlichkeit bis hin zur Durchsichtigkeit“ mit Farbe zu malen und so eine harmonische Farbwirkung zu erzielen. In Feiningers Gemälde wird Architektur durch transparente bis kristalline Flächen dargestellt.
1930 hat Lyonel Feininger mit seinem Bild Segelpyramide (Link zum Bild)
eine Art „Vorläufer“ zu Türme über der Stadt gemalt.
In diesem Bild ist die Komposition unseres Bildes schon vorweggenommen. Nur die Wasserfläche neigt sich im Vergleichsbild in entgegengesetzter Richtung der Häuser. Die Segel entsprechen den Türmen der Kirche. Die diaphanen Zonen des Himmels sind fast deckungsgleich. Ebenso die kristallin wirkenden Schattenzonen im Himmel. Selbst das große, von innen her erleuchtete Quadrat findet man wieder.

## Deutung
Der Betrachter erblickt eine durchaus erkennbare Stadtansicht deren Gefüge und Transparenz poetisch wirkt.
Dass es sich bei seinen Gemälden nicht um malerisches Abbilden der Natur handelt, wird aus einem Zitat Feiningers deutlich: „leidenschaftliche Sehnsucht nach strenger Raumgestaltung – ohne alle malerische Sucht … Jedenfalls war ich nie ein Naturschwärmer.“
„Sein Ziel war es, in seinen Bildern – das Stadium der Verklärung – zu erreichen … Mit seinen eigenen Gemälden, die er selbst als – andächtige, tiefreligiös empfundene Werke- bezeichnet“ nach diesem Ziel zu streben.
So wie die Schiffe durch das Wasser gleiten, gleitet in unserem Bild das Kirchenschiff durch das Häusermeer.
Aus der Analogie beider Bilder kann ein Hinweis auf die künstlerische Welt Lyonel Feiningers entnommen werden.
Über Kirche und Segelpyramide schwebt das größte geometrische Feld, durchdrungen von verschiedenen hellen Farben und transparenten kristallinen Strukturen – irgendwie mystisch oder metaphysisch vielleicht im Zusammenhang mit einer Kirche auch religiös wirkend.
Durch seine zeitgenössisch sicherlich neue Interpretation des Kubismus, den er selbst lieber als „Primsma-ismus“ bezeichnet hat, wirken seine gotischen Kirchen auch zeitlos romantisch, und auch transparent-kubisch bis prismatisch-kristallin.
Seine Bilder sind Ausdruck eines Seelenzustandes, der sich erst durch den kristallin-prismatischen Überzug, für den Betrachter erschließt.
Damit ist Türme über der Stadt (Halle) sein Bekenntnis zum Expressionismus und gleichzeitig Ausdruck seiner Sehnsucht nach dem Mystischen in der Kunst. Vielleicht ist diese kubische, gläserne Stadt, konnotativ religiös zur Offenbarung des Johannes 21,1–15 über das Himmlische Jerusalem.
Die Kirche ist kompositorisch in Bewegung und doch gleichzeitig, zeitlos in Stille und Ruhe gefangen, konserviert in einem Kristall.
Glück, Ruhe und Frieden sind sicherlich Gefühle von Feininger, die er mit diesem Bild – seinem letzten in Halle, seinem schönsten, seinem bemerkenswertesten Bild der Halle Serie und damit dem Abschluss seiner vielleicht „schönsten Zeit“ an den Betrachter weitergeben wollte.

## Provenienz
Das Bild befand sich vor seiner Beschlagnahmung 1937 im Besitz des Städtischen Museum Moritzburg, Halle.
Dann wurde es auf der 1. Ausstellung zur „Entarteten Kunst“ in München 1937 gezeigt und verunglimpft.
Von 1952 bis 1976 befand sich das Bild als Teil der Sammlung Haubrich im Besitz des Wallraf-Richartz-Museums und wurde 1976 an das Museum Ludwig überwiesen.
Die elf Halle-Bilder Feiningers wurden offiziell über den Kunsthandel verkauft und in alle Welt verstreut.